# Pinarochroa sordida
Pinarochroa sordida е вид птица от семейство Muscicapidae.

## Разпространение
Видът е разпространен в Еритрея, Етиопия, Кения, Танзания и Уганда.